# Archibald Meston

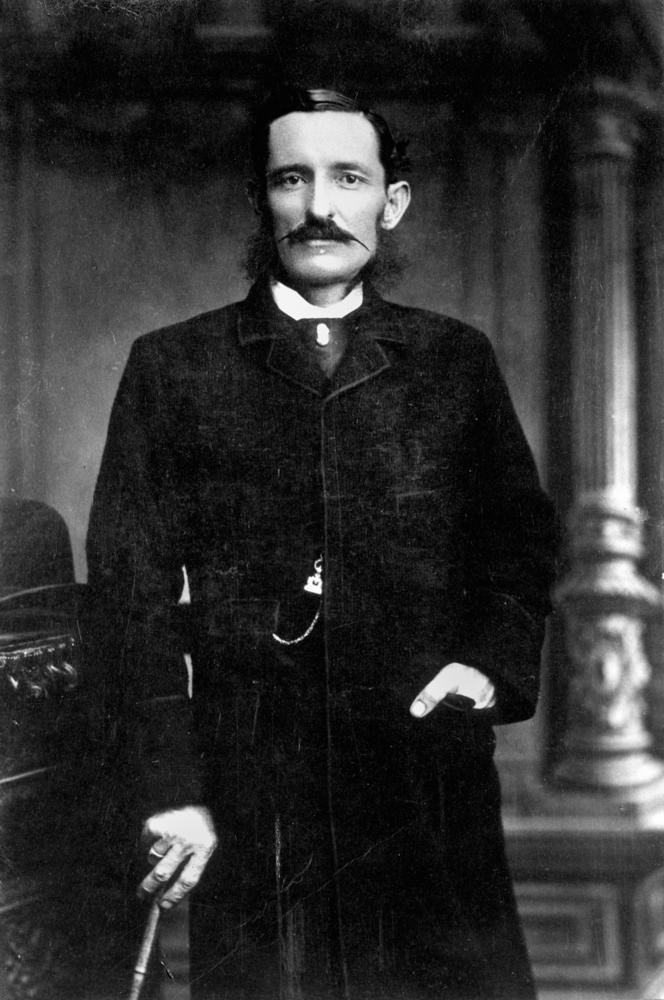
Archibald Meston, um 1890

Archibald Meston (* 26. März 1851 in Towie, Aberdeenshire, Schottland; † 11. März 1924 in Brisbane in Queensland, Australien) war ein schottischstämmiger australischer Politiker, Protector of Aborigines, Journalist, Autor, Naturwissenschaftler und Entdeckungsreisender.

## Persönliches Leben
Archibald Meston immigrierte 1859 mit seinen Eltern nach Sydney, wo sie bei Ulmarra in New South Wales am Clarence River eine Farm betrieben.
Am 22. August 1871 heiratete er Margaret Frances Prowse Shaw in Sydney.
Nach langanhaltenden und verschiedenen Karrieren ging er nach Brisbane, wo er verarmt starb und auf dem South Brisbane Cemetery beerdigt wurde.

## Berufliches und öffentliches Leben
1874 arbeitete er auf einer Zuckerplantage bei St Lucia am Brisbane River, dem heutigen Gelände der University of Queensland. Von 1875 bis 1881 war er Journalist beim Ipswich Observer und später beim The Toowoomba Chronicle. Von 1878 bis 1882 vertrat er Rosewood in der Queensland Legislative Assembly, wo der den Premierminister von Queensland Thomas McIlwraith stark unterstützte. Den Sitz verlor er, nachdem er vor einem Zivilgericht wegen eines Konkurses verurteilt worden war.
In 1881 ging er nach Far North Queensland, wo er beim Townsville Herald kurzzeitig als Journalist arbeitete, bevor er nach Cairns zur The Cairns Post ging und am Barron River bis 1889 lebte.
Obwohl er am Zuckerrohranbau interessiert war, betrieb er diesen nie, sondern lebte vom Journalismus, Spekulationen und Immobilien. Im Januar 1889 führte Meston eine Regierungsexpedition zur Bellenden Ker Range und erkundete die dortigen Berggipfel. Aufgrund dieser erfolgreichen Expedition, erhielt er weitere öffentliche Aufträge.
1894 wurde er beauftragt die Lebensbedingungen der Aborigines in Queensland zu untersuchen, was dazu führte, dass er sich für den Erlass des Aboriginal Protection and Restrictions of the Sale of Opium Act (1897) engagierte. Meston war in Queensland Southern Protector of Aborigines von 1898 bis 1903.
1910 wurde er zum Direktor des regierungsoffiziellen Tourismusbüros von Queensland in Sydney ernannt.
In seiner gesamten Lebenszeit war er ein profilierter Journalist, der neben den genannten Zeitungen, häufig im The Queenslander, The Brisbane Courier und weiteren Zeitungen publizierte.

## Nachwirken
An Archibald Meston erinnern zwei Pflanzen, die er am Bellenden Ker sammelte, Garcinia mestonii und Piper mestonii.
1936 malte der Künstler und sein Freund B. E. Minns ein Porträt von ihm im öffentlichen Auftrag, das in der Queensland National Art Gallery ausgestellt wurde (heute die Queensland Art Gallery).
1938 wurde die Meston Street in Mitchelton, Brisbane, nach ihm benannt.

## Publikationen
Neben seinen Zeitungsartikeln und seinen offiziellen Berichten an Regierungsstellen veröffentlichte er auch Bücher:
- 1890 – Queensland Railway and Tourist Guide. Queensland Railway Commissioners: Brisbane.
- 1895 – Geographic History of Queensland. Dedicated to the Queensland People. Queensland Government: Brisbane.

## Sonstiges
- Jonathan Richards: "Crocodile Destroyer": A Critical Biography of Archibald Meston